# Dropla Gap
Das Dropla Gap (englisch; bulgarisch седловина Дропла sedlowina Dropla) ist ein 850 m hoher, vereister und abgeflachter Bergsattel im westantarktischen Ellsworthland. Im nordzentralen Teil der Sentinel Range  des Ellsworthgebirges verbindet er die Maglenik Heights mit dem 1,35 km östlich aufragenden Barnes Ridge. Er stellt einen Teil der Wasserscheide zwischen dem Young-Gletscher im Norden und dem Arapja-Gletscher im Süden dar.
US-amerikanische Wissenschaftler kartierten ihn 1988. Die bulgarische Kommission für Antarktische Geographische Namen benannte ihn 2011 nach der Ortschaft Dropla im Nordosten Bulgariens.